# 今、そこにある明滅と群生
『今、そこにある明滅と群生』（いま、そこにあるめいめつとぐんじょう）は、日本の歌手、高橋優のメジャー4枚目のフルアルバム。2014年8月6日、ワーナーミュージックジャパンからリリースされた。

## 概要
前作『BREAK MY SILENCE』から約1年1ヶ月ぶりとなるフルアルバム。
高橋優のメジャーデビュー後、4枚目のリリースとなるフルアルバム。2014年にリリースされたシングルからの3曲（「パイオニア/旅人」の両A面シングル、「太陽と花」）のほか、あわせて11曲を収録する。

### リリース
初回限定盤と、通常版の2種類がリリースされた。
初回限定盤には特典DVDがつき、「BE RIGHT」「太陽と花」「ヤキモチ」「明日への星」のライブテイクバージョンと、素晴らしき日常に収録されている「8月6日」も発売日にかけられ収録されている。

### タイトルの意味
高橋は、本アルバムのタイトルについて、「（中略）みんな波打つようにして、明るくなったり暗くなったり明滅しているものなんです。僕が光れたらその力をみんなに与えたいし、僕が光れなくなったら別の誰かの光を分けてほしい。そうすればみんなの明滅には大切な意味があるし、みんなが元気になれるんじゃないかなって。」と意味を込めたと語っている。

## 収録曲
- 全曲、作詞・作曲：高橋優

### CD
1. BE RIGHT [4:28]
  - ベストアルバム「高橋優 BEST 2009-2015 『笑う約束』」に収録された。
2. 太陽と花 [4:39]
  - 11thシングル。TBSテレビ金曜ドラマ「アリスの棘」主題歌
3. 裸の王国 [4:14]
4. 明日への星 [5:00]
  - センチュリー21・ジャパンCMソング
5. WC [3:15]
6. 同じ日々の繰り返し [3:50]
7. ヤキモチ [5:15]
  - MBSテレビ・金曜ナイト劇場「深夜食堂 第3シリーズ」主題歌
  - 中国、台湾でヒットした起风了の原曲
8. 旅人 [6:27]
  - 10thシングル。映画「東京難民」主題歌
9. 犬 [4:39]
10. パイオニア [4:19]
  - 10thシングル。日本テレビ系『フットンダ』3月エンディングテーマ
11. おやすみ [4:40]
  - WOWOW・ドラマW「東野圭吾　変身」主題歌

### 初回限定盤DVD
- SPECIAL STUDIO LIVE & INTERVIEW at ONKIO HAUS

1. BE RIGHT
2. 太陽と花
3. ヤキモチ
4. 明日への星
5. 8月6日